# Xã Lake Benton, Quận Lincoln, Minnesota
Xã Lake Benton (tiếng Anh: Lake Benton Township) là một xã thuộc quận Lincoln, tiểu bang Minnesota, Hoa Kỳ. Năm 2010, dân số của xã này là 241 người.